# Godzilla vs. King Ghidorah
Godzilla vs. King Ghidorah (ゴジラvsキングギドラ Gojira tai Kingu Gidora?)  Es una película japonesa del género kaiju de 1991 escrita y dirigida por Kazuki Omori y producida por Shōgo Tomiyama. La película, producida y distribuida por Toho Studios, es la decimoctava película de la franquicia de Godzilla, y es la tercera película en la Era Heisei de la franquicia. La película presenta a los monstruos ficticios Godzilla y King Ghidorah, y es protagonizada por Kōsuke Toyohara, Anna Nakagawa, Megumi Odaka, Katsuhiko Sasaki, Akiji Kobayashi, Yoshio Tsuchiya y Robert Scott Field.
El equipo de producción de Godzilla vs. King Ghidorah permaneció en gran medida sin cambios con respecto al de la película anterior de la serie, Godzilla vs. Biollante. Debido a que la entrega anterior fue una decepción de taquilla, debido a la falta de audiencia infantil y la supuesta competencia con la franquicia Back to the Future, los productores de Godzilla vs. King Ghidorah se vieron obligados a crear una película con más elementos de fantasía, junto con el viajes en el tiempo.
Godzilla vs. King Ghidorah fue la primera película de Godzilla desde Mechagodzilla no Gyakushū de 1975 en presentar una banda sonora orquestada por Akira Ifukube. La película se estrenó en Japón el 14 de diciembre de 1991 y fue sucedida por Godzilla vs. Mothra al año siguiente. 

## Trama
En 1992 Godzilla todavía está debilitado después de haber sido infectado por la Bacteria Antinuclear Energética. Mientras tanto, el autor de ciencia ficción Kenichiro Terasawa está escribiendo un libro sobre el monstruo y se entera de que, en febrero de 1944, mientras estaban amenazados por las fuerzas estadounidenses, un grupo de soldados japoneses estacionados en la isla de Lagos durante la campaña de las Islas Gilbert y Marshall fueron salvados por un misterioso dinosaurio que Terasawa teoriza que posteriormente se transformó en Godzilla cuando en 1954 se detonó una bomba de hidrógeno en la isla. Yasuaki Shindo, un rico hombre de negocios y veterano del ejército que comandaba la guarnición de Lagos, confirma que el dinosaurio efectivamente existió.
Mientras tanto, un OVNI llamado MADRE aterriza cerca del Monte Fuji. Cuando la JSDF investiga, son recibidos por Wilson, Grenchiko, Emmy Kano y el androide M-11. Los visitantes, conocidos como los «futurianos», explican que son del año 2204, donde Godzilla destruyó por completo Japón. Los futurianos planean viajar en el tiempo hasta 1944 y sacar al dinosaurio de la isla de Lagos antes de que sea irradiada, evitando así la mutación de la criatura en Godzilla. Como prueba de su historia, Emmy presenta una copia del libro de Terasawa, que aún no se ha completado en el presente.
Los futurianos, Terasawa, Miki Saegusa y el profesor Mazaki, abordan el KIDS, la máquina del tiempo de MADRE, y viajan a 1944, a la isla de Lagos. Allí, cuando las fuerzas estadounidenses aterrizan y se enfrentan a las fuerzas japonesas comandadas por Shindo, el dinosaurio ataca y mata a los americanos. Luego, la Marina de los Estados Unidos utiliza un destacamento de buques de guerra para bombardear al dinosaurio desde el mar y herirlo gravemente. Cuando Shindo y sus hombres abandonan la isla, M-11 usa KIDS para teletransportar al dinosaurio desde la isla de Lagos al estrecho de Bering. Antes de regresar a 1992, los futurianos dejan en secreto tres pequeñas criaturas llamadas Dorats en la isla de Lagos, que quedan expuestas a la radiación de la prueba de la bomba de hidrógeno en 1954 y se fusionan para convertirse en King Ghidorah. Después de regresar a 1992, los futurianos utilizan a King Ghidorah para subyugar a Japón y emitir un ultimátum, pero Japón se niega a rendirse.
Sintiendo simpatía por el pueblo japonés, Emmy le revela a Terasawa la verdad detrás de la misión de los futurianos: en el siglo XXIII, Japón es una superpotencia económica que ha superado a Estados Unidos, Rusia, China, e incluso ha comprado toda América del Sur y África. Los futurianos viajaron en el tiempo para cambiar la historia y evitar el futuro dominio económico de Japón creando a King Ghidorah y usándolo para destruir el Japón actual. Al mismo tiempo, también planearon borrar a Godzilla de la historia para que no supusiera una amenaza a sus planes. Después de que M-11 lleva a Emmy de regreso al OVNI, reprograma el androide para que la ayude.
Shindo planea enviar su submarino nuclear al Estrecho de Bering e irradiar al dinosaurio para recrear a Godzilla. Sin embargo, Terasawa descubre demasiado tarde que un submarino nuclear ruso se hundió allí en la década de 1970 y liberó suficiente radiación para transformar al dinosaurio en Godzilla. De camino al estrecho de Bering, el submarino de Shindo es destruido por Godzilla, quien absorbe su radiación, se recupera del ANEB y se hace más grande. Godzilla llega a Japón y se encuentra con King Ghidorah. Luchan con la misma fuerza, cada uno inmune a los ataques del otro. Con la ayuda de M-11 y Terasawa, Emmy sabotea el control del OVNI sobre King Ghidorah, lo que hace que el monstruo de tres cabezas pierda el foco durante la batalla. Godzilla finalmente termina la batalla disparando a la cabeza media de Ghidorah. Antes de enviar a King Ghidorah a estrellarse en el Mar de Okhotsk, Godzilla destruye el OVNI, matando a Wilson y Grenchiko. Godzilla luego dirige su ira hacia Japón, atacando primero Sapporo y luego Tokio, donde mata a Shindo.
Emmy viaja al futuro con M-11 y regresa al presente con Mecha-King Ghidorah, una versión cibernética de King Ghidorah. El cibernético Ghidorah ataca a Godzilla con rayos, lo que resulta inútil. Godzilla luego contraataca atacando implacablemente a Ghidorah con su aliento atómico antes de que Ghidorah lance abrazaderas para sujetar a Godzilla. Ghidorah saca a Godzilla de Japón, pero Godzilla se libera de sus ataduras y hace que Ghidorah envíe a ambos a estrellarse contra el océano. Luego, Emmy regresa al futuro con M-11 en KIDS, no sin antes informarle a Terasawa que ella es su descendiente.
En el fondo del océano, Godzilla se despierta y ruge sobre los restos de Mecha-King Ghidorah antes de alejarse nadando.

## Reparto
- Kōsuke Toyohara como Kenichiro Terasawa. (寺沢 健一郎 Terasawa Kenichiro?)
- Anna Nakagawa como Emmy Kano. (エミー カノー Emī Kanō?)
- Megumi Odaka como Miki Saegusa. (三枝 未希 Saegusa Miki?)
- Katsuhiko Sasaki como Professor Hironori Mazaki. (真崎 洋典 Mazaki Hironori?)
- Akiji Kobayashi como Ryuzo Dobashi. (土橋 竜三 Dobashi Ryuzo?)
- Tokuma Nishioka como Takehiko Fujio. (藤尾 猛彦 Fujio Takehiko?)
- Yoshio Tsuchiya como Yasuaki Shindo. (新堂 靖明 Shindo Yasuaki?)
- Kiwako Harada como Chiaki Morimura. (森村 千晶 Morimura Chiaki?)
- Kenji Sahara como Takayuki Segawa.
- So Yamamura como el Primer Ministro.
- Chuck Wilson como Wilson.
- Richard Berger como Grenchiko.
- Robert Scott Field como M-11, un androide.
- Koichi Ueda como Masukichi Ikehata, Veterano de la Isla Lagos.
- Kenpachiro Satsuma como Godzilla.
- Hurricane Ryu como King Ghidorah.
- Wataru Fukuda como Godzillasaurus, la forma sin mutar de Godzilla.

## Producción

### Concepción
Aunque Godzilla vs Biollante, previamente filmada, había sido la película de Godzilla más cara producida en ese momento, su baja audiencia y pérdida de ingresos convenció al productor ejecutivo y creador de la serie Godzilla, Tomoyuki Tanaka, de revitalizar la serie al traer de vuelta monstruos icónicos de antes de las películas de Godzilla de antes de 1984, específicamente el archienemigo de Godzilla, King Ghidorah.
El director y escritor de Godzilla vs. Biollante, Kazuki Ōmori, inicialmente esperaba comenzar una serie independiente centrada en Mothra, y estaba en el proceso de reescribir un guion de 1980 para la película no realizada Mothra vs. Bagan. La película fue desechada por Toho, bajo el supuesto de que, a diferencia de Godzilla, Mothra habría sido un personaje difícil de comercializar en el extranjero. Las etapas de planificación para una secuela de Godzilla vs. Biollante se vieron obstaculizadas inicialmente por el deterioro de la salud de Tanaka, lo que provocó la adquisición de Shōgo Tomiyama como productor. El nuevo productor sintió que el fracaso financiero de Godzilla vs. Biollante se debió a que la trama era demasiado sofisticada para el público infantil y, por lo tanto, tenía la intención de devolver a la serie algunos de los elementos de fantasía de las películas de Godzilla anteriores a 1984. Ōmori mismo culpó del desempeño mediocre de Godzilla vs. Biollante a la competencia con Back to the Future Part II, y por lo tanto concluyó que el público quería tramas que involucraran viajes en el tiempo. Su enfoque de la película también difería de Godzilla vs. Biollante en su mayor énfasis en el desarrollo de las personalidades de los monstruos en lugar de los personajes humanos.
Akira Ifukube accedió a componer la banda sonora de la película por la insistencia de su hija, ya que no estaba satisfecho con la forma en que sus composiciones habían sido tratadas en Godzilla vs. Biollante.

### Efectos especiales
Los trajes de Godzilla usados en Godzilla vs. Biollante fueron reutilizados en Godzilla vs. King Ghidorah, aunque con ligeras modificaciones. Al traje original utilizado para tomas en tierra de cuerpo completo le fue reemplazada su cabeza por una más ancha y más plana, y el cuerpo cortado por la mitad. La mitad superior se usó en escenas donde Godzilla emerge del mar y durante primeros planos durante la primera pelea del personaje contra King Ghidorah. El traje utilizado anteriormente para escenas ambientadas en el mar se modificó con hombros más redondeados, un pecho más prominente y una cara mejorada, y se usó en la mayoría de las escenas de Godzilla de la película.
El rediseñado King Ghidorah presentó títeres de alambre mucho más avanzados que sus predecesores, y el líder del equipo de efectos, Koichi Kawakita, diseñó el «Godzillasaurus» como un dinosaurio de aspecto más paleontológico que Godzilla como un guiño a los cineastas estadounidenses que aspiraban a dirigir sus propias películas de Godzilla con la intención de hacer al monstruo más realista. El borrador original de Ōmori especificaba que el dinosaurio que se convertiría en Godzilla era un Tyrannosaurus, aunque esto fue rechazado por el diseñador de criaturas Shinji Nishikawa, quien declaró que «no podía aceptar que un tiranosaurio pudiera convertirse en Godzilla». El traje final combinó características de Tyrannosaurus con Godzilla, y se usó sangre de pulpo real durante la escena del bombardeo. Debido a que los brazos del Godzillasaurus eran mucho más pequeños que los de Godzilla, el artista del traje Wataru Fukuda tuvo que operarlos con palancas dentro del disfraz. Para las llamadas de socorro de la criatura se reciclaron gritos de Gamera.